# Métropole de Paronaxie
 (juin 2025).
La métropole de Paronaxie (en grec byzantin : Ιερά Μητρόπολις Παροναξίας) est un évêché de l'Église orthodoxe de Grèce situé au centre des îles Cyclades. Elle étend son ressort sur les deux îles de Naxos et de Paros et sur les petites îles qui en dépendent. Elle compte quarante paroisses,  son siège est à Naxos.

## La cathédrale
- C'est l'église Notre Dame Source vivifiante à Naxos (fête le vendredi de Pâques).

## Les métropolites
- Kallínikos (el) (né Demenópoulos à Athènes en 1959) depuis 2008.
- Ambroise II (né Staménas à Paros en 1922) de 1991 à 2008.

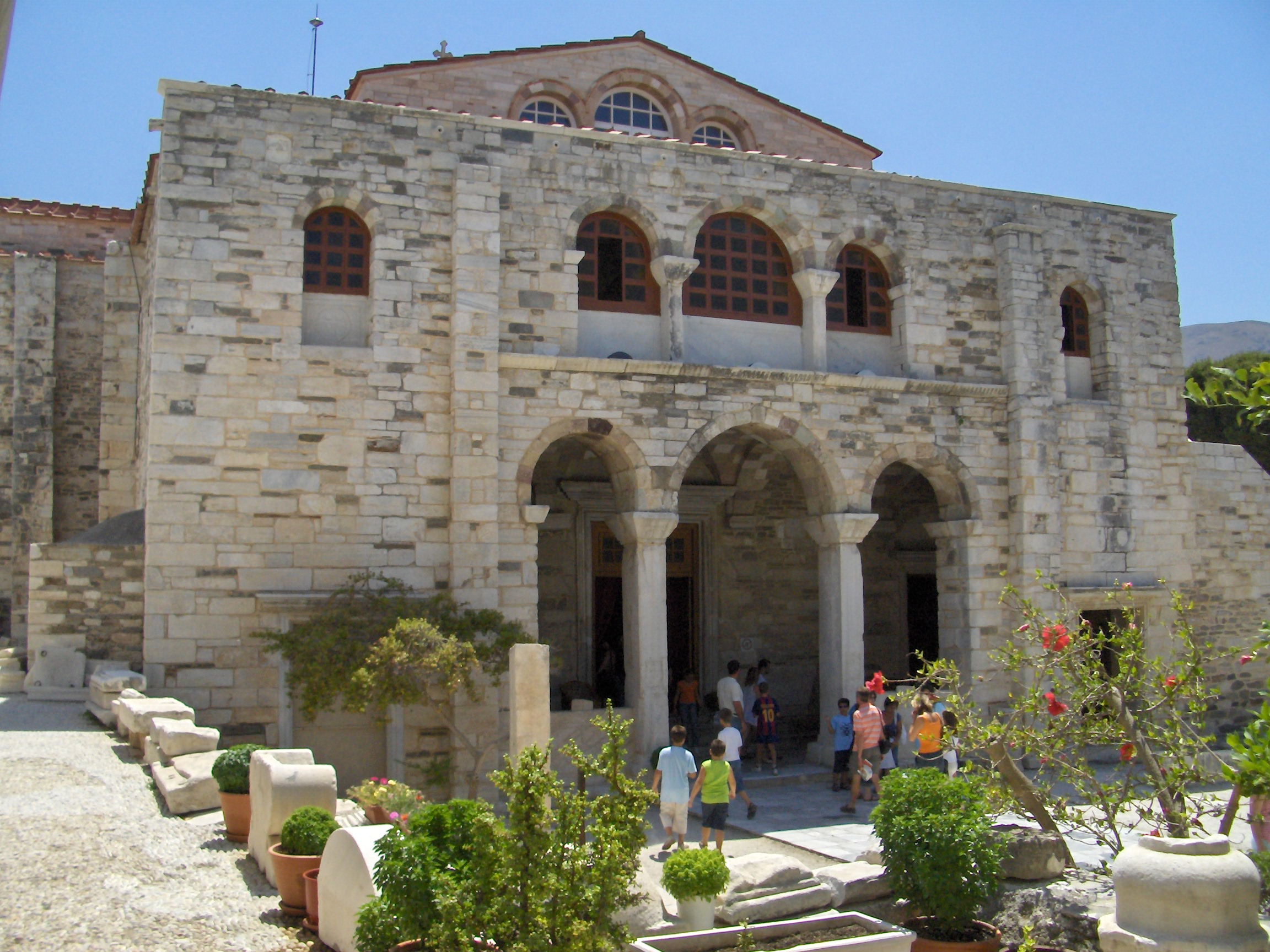
Église Notre-Dame Ékatondapyliani à Paros.

## Histoire
Jusqu'au XIIe siècle, il existait deux évêchés distincts de Paros et de Naxos qui étaient l'un et l'autre suffragants de la métropole de Rhodes. C'est l'empereur Alexis Ier Comnène qui, en 1083, les réunit en un seul siège qu'il éleva à la dignité de métropole, qu'il établit à Naxos et auquel il donna le nom de "métropole de Paronaxie".

## Le territoire

### Doyenné de Naxos
- 29 paroisses

### Doyenné de Paros
- 10 paroisses

### Île d'Antiparos
- 1 paroisse

## Les monastères

### Monastères d'hommes
- Monastère de la Dormition de la Mère de Dieu Phanéroméni, à Naxos, fondé en 1585.
- Monastère Notre Dame Source vivifiante de Longobardas, à Paros, fondé au XVIIe siècle.
- Monastère Saint-Georges de Paros, fondé en 1664.

### Skite de femmes
- Saint-Jean Chrysostome, à Naxos, fondé en 1605.
- Hésychastère de la Forêt du Christ-Saint Arsène, à Paros, fondé au XVIIe siècle.
- Skite des Thapsani de Paros, dédié à la Mère de Dieu Myrtidiotissis, fondé en 1939.

## Les solennités locales
- La fête de la Dormition de la Mère de Dieu dans le sanctuaire panhellénique du IVe siècle dédié à la Mère de Dieu Ekatondapyliani, à Paros le 15 août.
- La fête de saint Nicodème l'Hagiorite, le 14 juillet à Naxos.

## Sources
- (el) Site de la métropole
- Wikipédia en grec
- Diptyques de l'Église de Grèce, édition Diaconie apostolique, Athènes (édition annuelle).